# Sebastes paucispinis
Sebastes paucispinis е вид лъчеперка от семейство Sebastidae. Видът е критично застрашен от изчезване.

## Разпространение
Видът е разпространен от Аляска до централните части на Долна Калифорния, но най-вече от Орегон до северните части на Долна Калифорния. Той е бил забелязан на различни дълбочини от повърхността до 478 метра, но повечето живеят между 46 и 305 метра.